# Stipa pontica
Stipa pontica är en gräsart som beskrevs av Pavel Aleksandrovich Smirnov. Stipa pontica ingår i släktet fjädergrässläktet, och familjen gräs. Inga underarter finns listade i Catalogue of Life.